# Odontodactylus scyllarus
Odontodactylus scyllarus, comúnmente conocido como camarón mantis pavo real, camarón mantis arlequín, camarón mantis pintado, camarón mantis payaso o camarón mantis arcoíris, es un gran estomatópodo nativo del epipelágico fondo marino a través del Indo-Pacífico, que va desde Guam hasta África Oriental.
En el comercio de acuario marino, es apreciado por su atractivo y considerado por otros como una plaga peligrosa.

## Descripción
O. scyllarus es uno de los camarones mantis más grandes y coloridos que se ven comúnmente, y su tamaño varía desde 3 a 18 cm (1,2 a 7,1 plg). Tienen una mezcla de colores metálicos en azul, rojo, amarillo e incluso dorado, con patas anaranjadas y manchas de leopardo en el caparazón anterior.
Su capacidad para ver luz polarizada circularmente ha llevado a estudios para determinar si los mecanismos mediante los cuales operan sus ojos pueden replicarse para su uso en la lectura de CD y dispositivos de almacenamiento óptico similares.

## Ecología
Odontodactylus scyllarus es un excavador que construye agujeros en forma de U en el sustrato suelto cerca de las bases de los arrecifes de coral en aguas que van desde 3 a 40 metros (9,8 a 131,2 pies) de profundidad.
O. scyllarus es un aplastador, con apéndices rapaces en forma de garrote.Un ágil y activo depredador intermareal y sub-intermareal, prefiere gasterópodos, crustáceos y bivalvos, y lanza repetidamente fuerza contundente al exoesqueleto de su presa hasta que pueda acceder al tejido blando subyacente para el consumo  .  Se informa que tiene un "golpe" de más de 50 millas por hora (80 km / h), el golpe más rápido registrado de cualquier animal vivo.  La aceleración es similar a la de una bala .22 LR disparada con una pistola (aceleraciones de más de 100 000 m/s2 o 330 000 pies/s2 y velocidades de más de 20 m/s o 66 pies/s), con cada golpe acumulando 1500  N (340 lbf) de fuerza. La velocidad del golpe de un apéndice raptorial hace que se formen burbujas de cavitación.  Cuando esas burbujas revientan, liberan una gran cantidad de calor, elevando temporalmente las temperaturas a casi las de la superficie del sol y debilitando aún más la armadura de sus presas. Además, la superficie de su garra de martillo está hecha de hidroxiapatita extremadamente densa, laminada de una manera que es altamente resistente a la fractura y puede romper tanques de vidrio ordinarios.  Se está investigando su composición para un posible uso biónico en la ingeniería de materiales.
Debido a su facilidad para reproducirse, es considerada como una especie peligrosa para los ecosistemas en los que habita.

## Acuario
Algunos acuaristas de agua salada mantienen camarones mantis pavo real en cautiverio. El camarón mantis pavo real es especialmente colorida y deseada en el comercio.[cita requerida]
Mientras que algunos acuaristas valoran los camarones mantis pavo real, otros los consideran dañinas plagas porque son depredadores voraces que se comen a otros habitantes deseables en el tanque. Algunos de los especímenes más grandes pueden romper el vidrio del acuario al golpearlo, y pueden causar más daño excavando en roca viva. La roca viva con madrigueras de camarón mantis es considerada útil por algunos en el comercio de acuarios marinos y a menudo se recolecta. No es raro que un trozo de roca viva transporte un camarón mantis vivo en un acuario. Una vez dentro del tanque, pueden alimentarse de peces, camarones y otros habitantes. Son notoriamente difíciles de volver a capturar una vez que se establecen en un tanque bien abastecido, y hay relatos de ellos rompiendo tanques de vidrio y dañando coral, cuando desean hacer un hogar dentro de él.

## Galería de imágenes

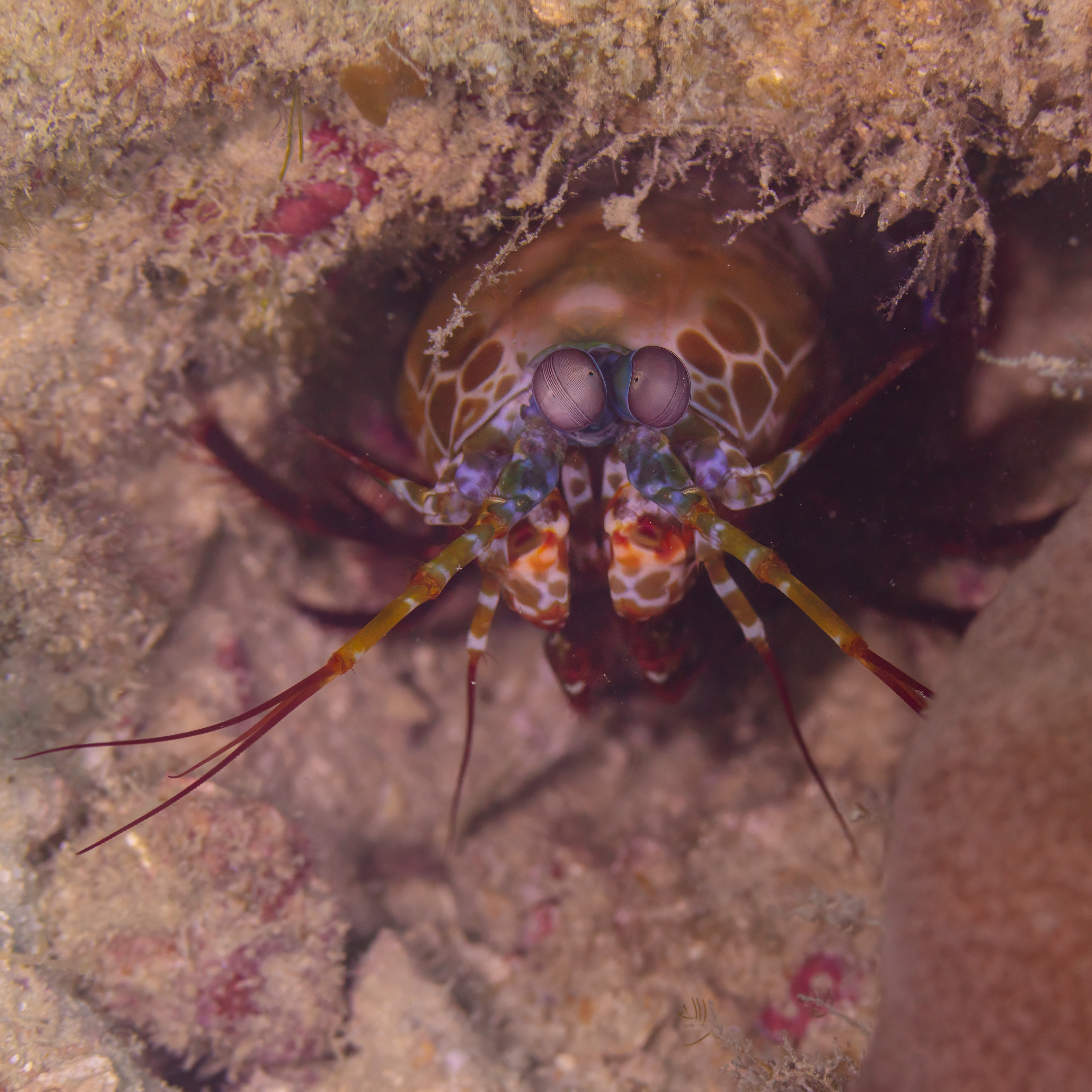
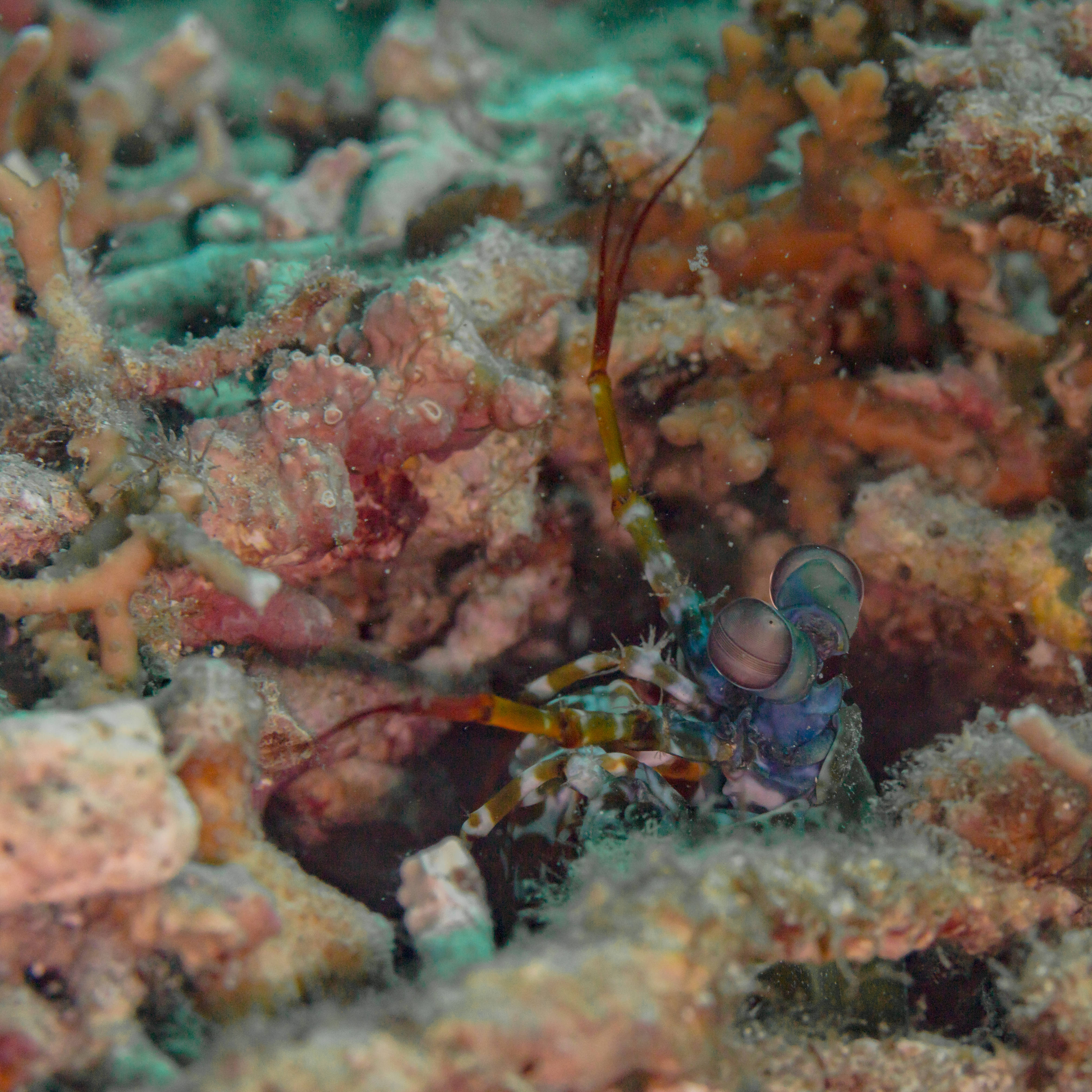
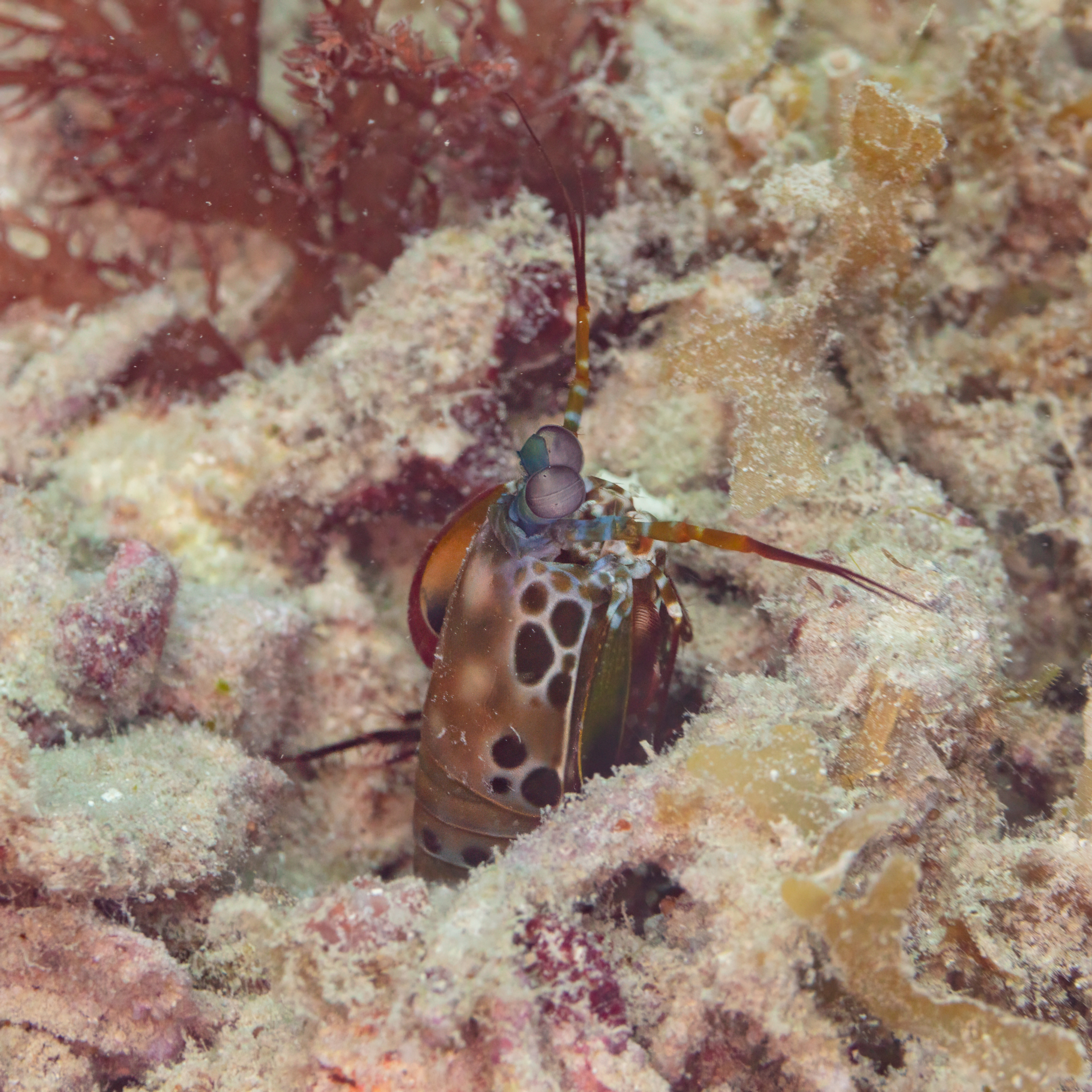
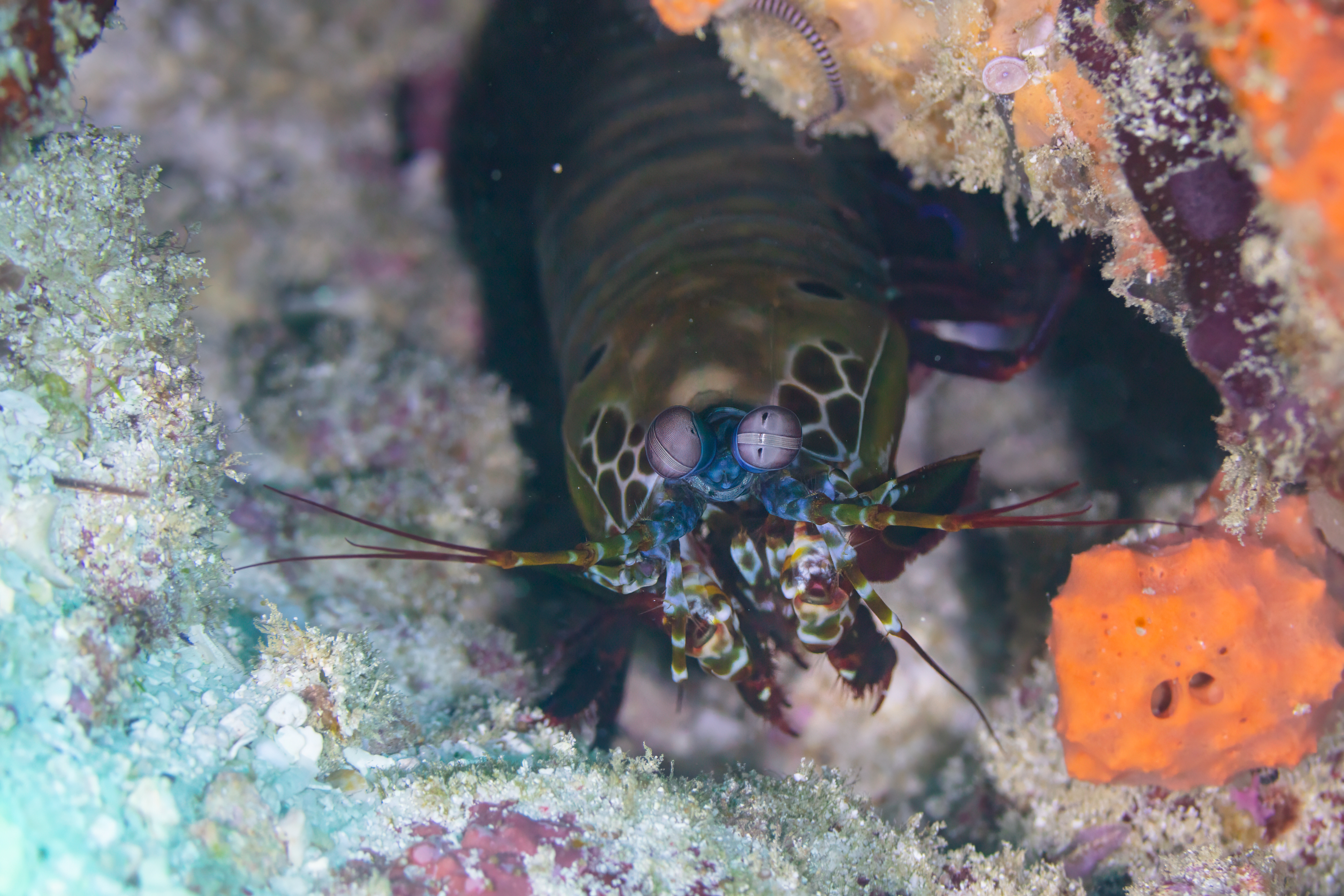
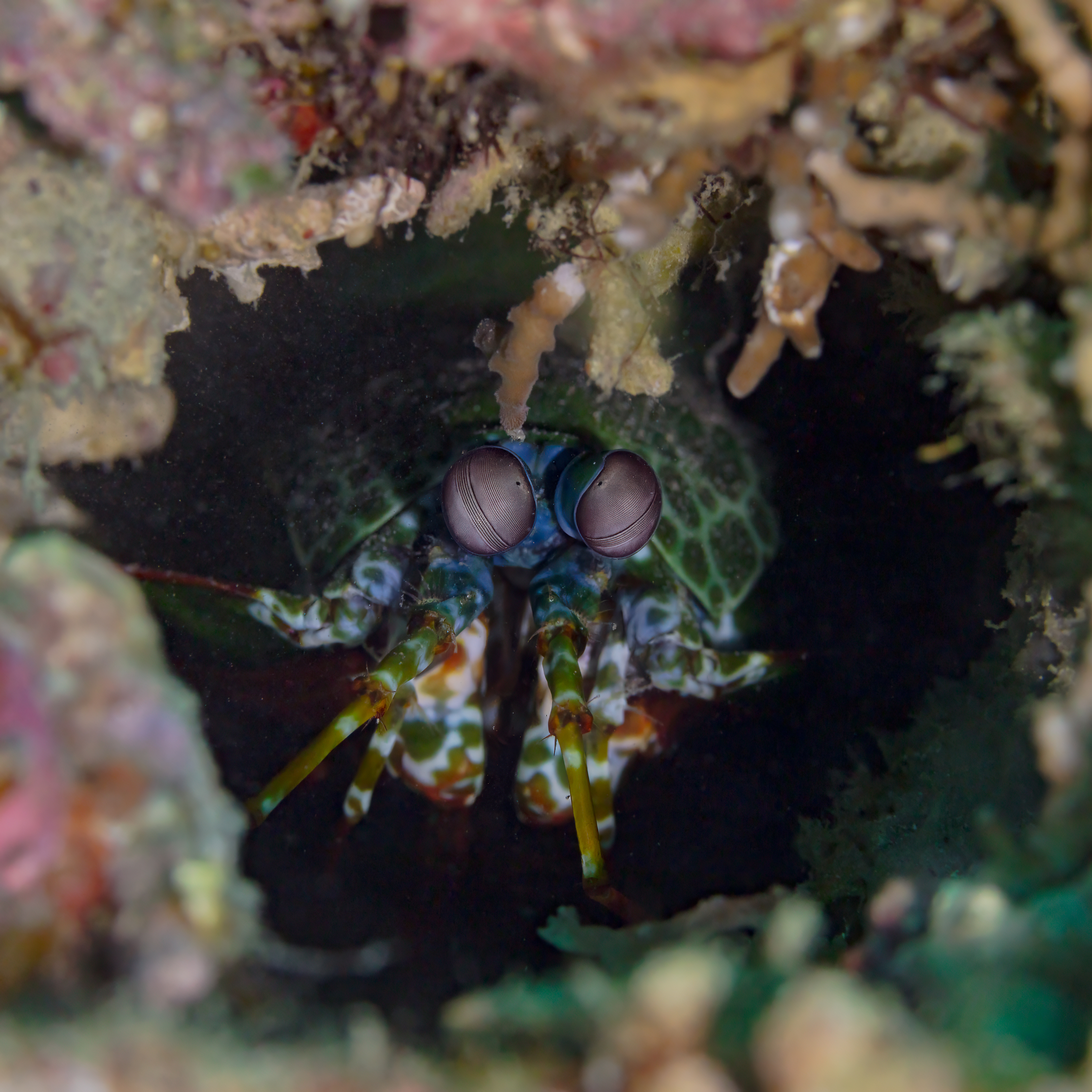